# Safety
Ne doit pas être confondu avec Safety (points).
Pour les articles homonymes, voir Maraudeurs.
Un safety (S)  autrefois dénommé safetyman, appelé demi de sûreté ou maraudeur au Canada, désigne le poste ou un joueur de l'escouade défensive d'une équipe de football américain ou de football canadien.
Les safetys sont des arrières défensifs (defensives backs) qui s'alignent à dix ou quinze yards de la ligne de mêlée.
Alors que le football américain professionnel et universitaire se concentre davantage sur le jeu de passe, les safetys sont de plus en plus impliqués dans la couverture des receveurs éligibles.
Les safetys constituent la dernière ligne de la défense ; on attend d'eux qu'ils soient des plaqueurs fiables, et nombre d'entre eux figurent parmi les « frappeurs » les plus puissants du football américain. Les positions de safety peuvent également être converties en cornerbacks, soit par conception (Byron Jones), soit avec l'âge (Rod et Charles Woodson, DeAngelo Hall, Lardarius Webb (en), Tramon Williams).
Il existe deux variantes de ce poste, le free safety (FS) et le strong safety (SS). Leurs tâches dépendent du schéma défensif.
Les responsabilités défensives du safety et du cornerback consistent généralement à couvrir les passes vers le milieu et les lignes de touche du terrain.
Alors que les formations américaines (11 joueurs) utilisent généralement deux safetys, les formations canadiennes (12 joueurs) comptent généralement un safety et deux defensive halfbacks, un poste non utilisé aux États-Unis.

## Free safety
Les free safetys (maraudeurs libres au Canada) sont les joueurs les plus éloignés de la ligne d'engagement. 
Ils ont tendance à observer le jeu et à suivre le ballon tels des « quarterbacks défensifs » du champ arrière. Il sont généralement affectés à la couverture individuelle, mais sont libres de décider de couvrir un autre joueur, par exemple  un joueur adverse effectuant une course et qui a franchi les deux premiers rideaux défensifs. Lors des passes, ils sont censés assister le cornerback situé de leur côté et se rapprocher du receveur avant que le ballon ne l'atteigne. Si l'attaque place un receveur dans l'espace libre (dans le slot, zone située entre un split end et le reste de la ligne offensive) , un free safety peut être appelé à le couvrir. 
Grâce à leur vitesse et à leur couverture longue, les free safetys sont particulièrement susceptibles de réaliser des interceptions. 
Les attaques ont tendance à effectuer des jeux spécifiques de passe pour que le free safety s'attende à une action de course, ce qui le rapprocherait de la ligne de mêlée et réduirait son efficacité à défendre contre la passe. De plus, les quarterbacks utilisent souvent une technique pour détourner le regard d'un free safety, en détournant le regard du côté du receveur ciblé pendant une action de passe pour tenter d'attirer le free safety de ce côté du terrain. Ce phénomène met souvent à l'épreuve l'efficacité  et les qualités athlétiques du free safety à défendre contre les passes longues. 
Les free safetys effectuent parfois des blitzs. Dans ce cas, la pression sur le quarterback peut être forte, car un blitz de la part d'un defensive back n'est généralement pas anticipé. 

## Strong safety
Le terme « strong » dans « strong safety » est utilisé car il est chargé de couvrir le « côté fort » de l'attaque, celui où le tight end, un receveur généralement imposant et puissant, s'aligne sur les actions offensives.
Le strong safety est souvent plus fort physiquement que le free safety, car sa mission exige davantage de puissance que d'agilité.
Il a tendance à jouer plus près de la ligne que le free safety et contribue à stopper les jeux de course. Il peut également couvrir un joueur, comme un running back, un fullback ou un halfback, qui sort du champ arrière pour recevoir une passe. Les fonctions d'un strong safety sont un mélange de celles d'un linebacker dans une défense 46 ou 3-4 et de celles des autres defensive backs : il couvre la passe et stoppe la course.
Ils sont aussi amenés parfois à effectuer des blitz au travers de la ligne défensive.
On ne retrouve pas de « strong safetys » au football canadien. Toutefois, le secondeur côté fort du football canadien se voit confier des tâches similaires à celles du « strong safety » du football américain. Ils sont d'ailleurs souvent des joueurs qui ont joué au poste de strong safety à l'université ou dans la NFL.
|  |  |

## Qualités
Auparavant, une distinction physique était faite entre les free safetys et les strong safetys.
Aujourd'hui, ces deux postes se ressemblent au niveau de leurs qualités physiques.
Les safetys ont une taille assez proche des autres arrières défensifs, les cornerbacks.
Ils mesurent généralement entre 1,77 m et 1,88 m mais sont un peu plus lourds (entre 90 et 100 kg).
Ils sont très rapides et plus solides.
Ce rôle explique leur différence de poids avec les cornerbacks, les safetys étant plus en contact avec les running backs et les tight ends que leurs coéquipiers.

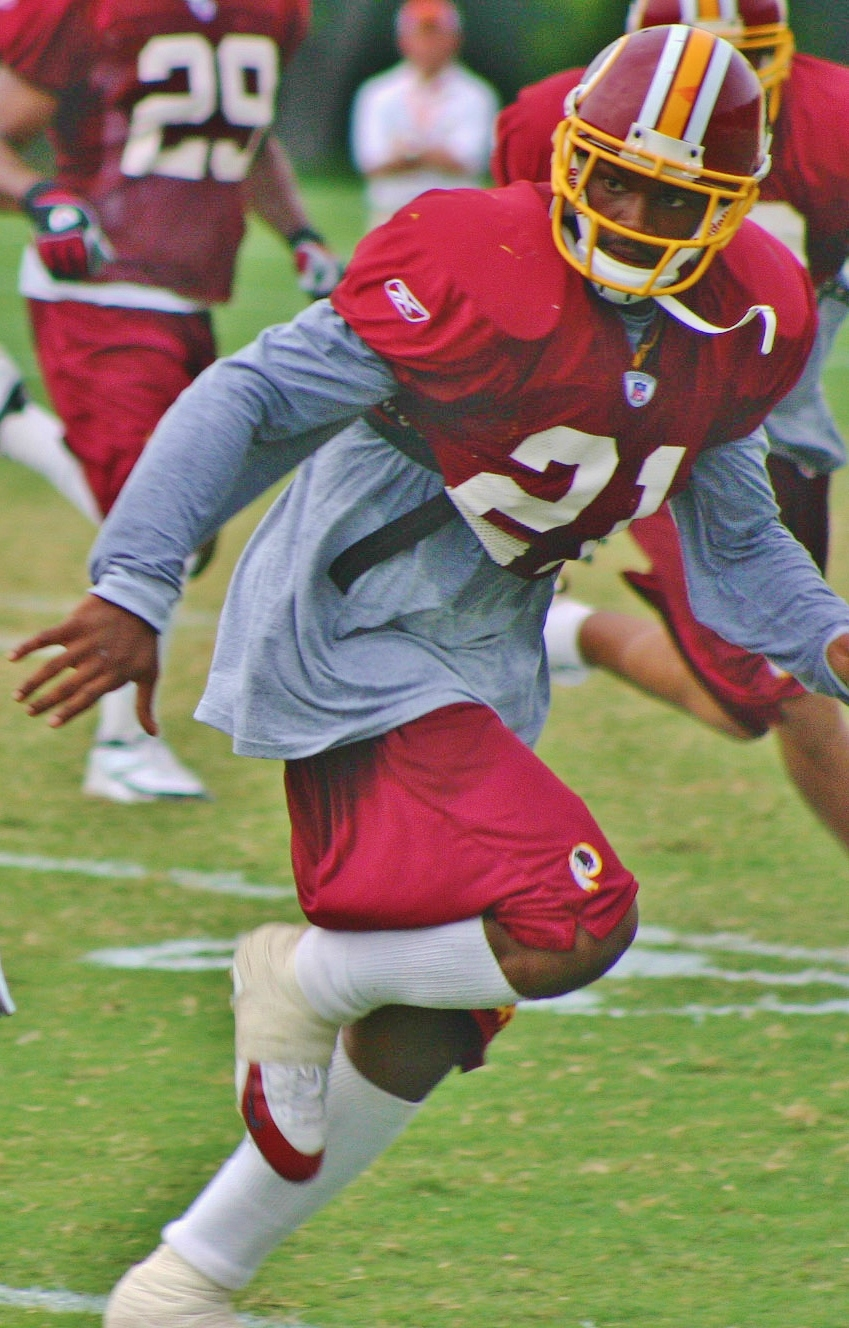
Sean Taylor ancien joueur des Redskins de Washington au poste de free safety.
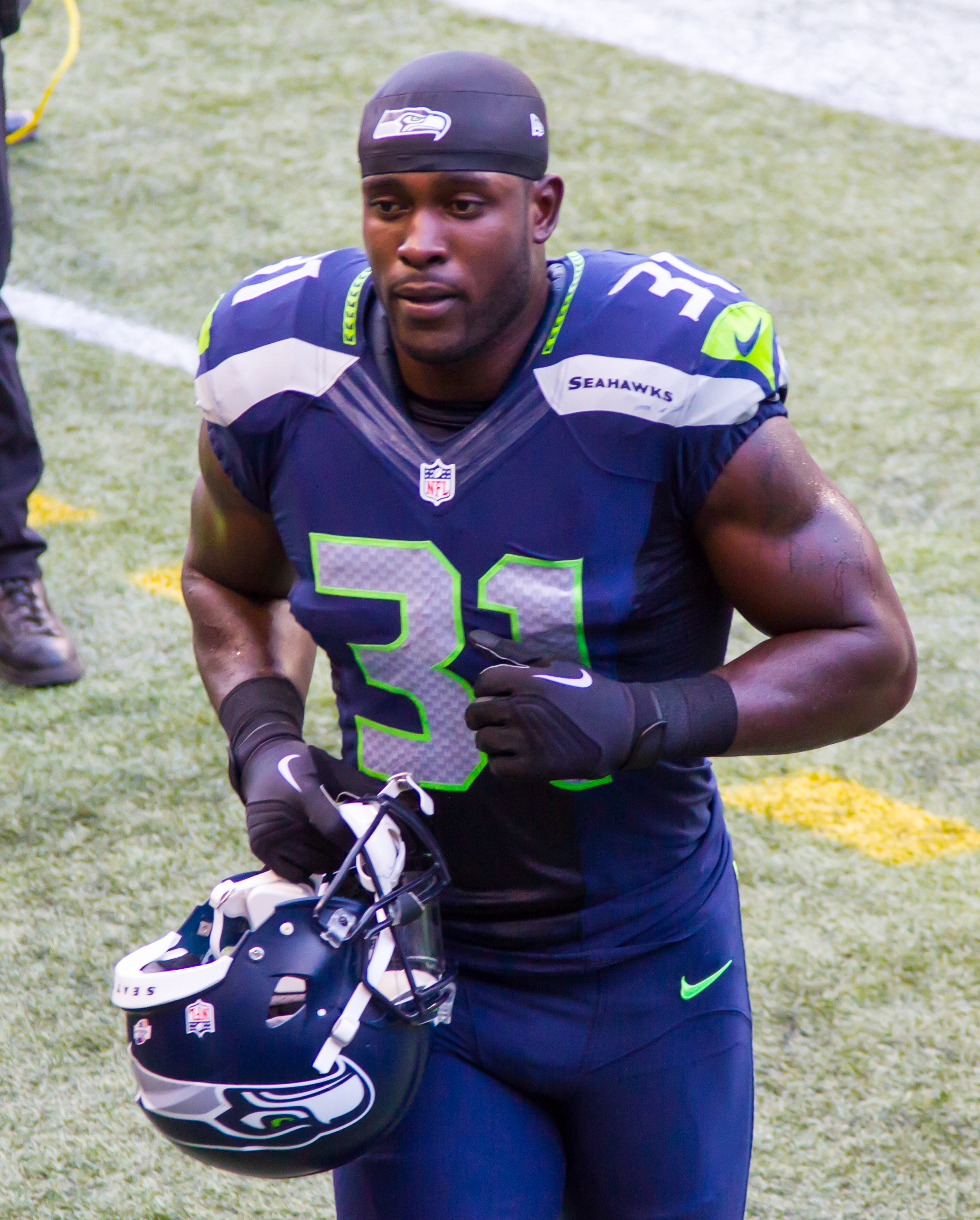
Kam Chancellor joueur des Seahawks de Seattle au poste de strong safety.